# Consejo Supremo para la Restauración de la Democracia
El Consejo Supremo para la Restauración de la Democracia (CSRD) fue una junta militar que tomó el poder en el Níger mediante un golpe de Estado el 18 de febrero de 2010. Su proceder responde, según quienes lo conforman, a los intentos "dictatoriales" del presidente derrocado Tandja de extender su mandanto inconstitucionalmente y de ampliar sus poderes a través de una nueva constitución que hizo aprobar en 2009 (situación que ya había provocado una crisis política interna y la desconfianza en la comunidad internacional). El CSRD ha suspendido la constitución del Níger y ha disuelto todas las instituciones del Estado que emanan de ella; además, ha colocado al presidente Mamadou Tandja en cautiverio en un cuartel militar.
Los integrantes del Consejo fueron:
- El comandante Salou Djibo,[2][3][4][5][6]
- El coronel Abdoulaye Adamou Harouna,[7][8]
- El coronel Djibrilla Hima Hamidou, apodado "Pelé",[8] y
- El coronel Goukoye Abdul Karimou, ex portavoz del Ejército nigerino y actual portavoz del CSRD.[8]

Posteriormente a las elecciones celebradas en 2011, la Junta Militar entregó el poder al Presidente electo Mahamadou Issoufu el 7 de abril de ese año.